# 1. Bundesliga 1992-93
La 1. Bundesliga 1992-93 fue la 30.ª edición de la Fußball-Bundesliga, la mayor competición futbolística de Alemania. Comenzó el 14 de agosto de 1992 y finalizó el 5 de junio de 1993, y fue disputada por 18 equipos, dos menos que la edición anterior, tras la determinación de la Federación Alemana de Fútbol —DFB— de regresar a la misma cantidad de participantes que tenía la Bundesliga de Alemania Occidental, previo a la reunificación alemana.
El campeón fue Werder Bremen, que derrotó en la última fecha a Stuttgart con una goleada de 3-0. La victoria vino acompañada del agónico empate que Schalke 04 consiguió ante Bayern de Múnich, su único rival por el título y con quien compartía el liderazgo del certamen hasta la última jornada, lo que le permitió al conjunto verdiblanco quedarse con la tercera Bundesliga de su palmarés.

## Equipos
| Pos | Descendidos de 1. Bundesliga |
| --- | ---------------------------- |
| 17º | Stuttgarter Kickers          |
| 18º | Hansa Rostock                |
| 19º | Duisburgo                    |
| 20º | Fortuna Düsseldorf           |

| Pos | Ascendido de 2. Bundesliga Norte |
| --- | -------------------------------- |
| 1º  | Bayer 05 Uerdingen               |

| Pos | Ascendido de 2. Bundesliga Sur |
| --- | ------------------------------ |
| 1º  | Saarbrücken                    |

| Equipo                   | Ciudad          | Estadio                  | Aforo  |
| ------------------------ | --------------- | ------------------------ | ------ |
| Bayer Leverkusen         | Leverkusen      | Estadio Ulrich Haberland | 27 800 |
| Bayer 05 Uerdingen       | Krefeld         | Estadio Grotenburg       | 34 500 |
| Bayern de Múnich         | Múnich          | Estadio Olímpico         | 70 000 |
| Bochum                   | Bochum          | Ruhrstadion              | 40 000 |
| Borussia Dortmund        | Dortmund        | Westfalenstadion         | 52 616 |
| Borussia Mönchengladbach | Mönchengladbach | Bökelbergstadion         | 34 500 |
| Colonia                  | Colonia         | Estadio Müngersdorfer    | 55 000 |
| Dinamo Dresde            | Dresde          | Estadio Rudolf Harbig    | 30 000 |
| Eintracht Fráncfort      | Fráncfort       | Waldstadion              | 62 000 |
| Hamburgo                 | Hamburgo        | Volksparkstadion         | 62 000 |
| Kaiserslautern           | Kaiserslautern  | Estadio Fritz Walter     | 38 500 |
| Karlsruher               | Karlsruhe       | Wildparkstadion          | 50 000 |
| Núremberg                | Núremberg       | Frankenstadion           | 55 000 |
| Saarbrücken              | Saarbrücken     | Ludwigsparkstadion       | 36 000 |
| Schalke 04               | Gelsenkirchen   | Parkstadion              | 70 000 |
| Stuttgart                | Stuttgart       | Neckarstadion            | 68 000 |
| Wattenscheid             | Bochum          | Lohrheidestadion         | 15 000 |
| Werder Bremen            | Bremen          | Weserstadion             | 32 000 |

### Equipos porEstados federados
| Región                      | N.º | Equipos |
| --------------------------- | --- | --- |
| Renania del Norte-Westfalia | 8   | Bayer Leverkusen, Bayer 05 Uerdingen, Bochum, Borussia Dortmund, Borussia Mönchengladbach, Colonia, Schalke 04 y Wattenscheid |
| Baden-Wurtemberg            | 2   | Karlsruher y Stuttgart |
| Baviera                     | 2   | Bayern de Múnich y Núremberg                                                                                                  |
| Bremen                      | 1   | Werder Bremen |
| Hamburgo                    | 1   | Hamburgo |
| Hesse                       | 1   | Eintracht Fráncfort |
| Renania-Palatinado          | 1   | Kaiserslautern |
| Sajonia                     | 1   | Dinamo Dresde |
| Sarre                       | 1   | Saarbrücken |

## Sistema de competición
Los dieciocho equipos se enfrentaron entre sí bajo el sistema de todos contra todos a doble rueda, completando un total de 34 fechas. Las clasificación se estableció a partir de los puntos obtenidos en cada encuentro, otorgando dos por partido ganado, uno por empatado y ninguno en caso de derrota. En caso de igualdad de puntos entre dos o más equipos, se aplicaron, en el mencionado orden, los siguientes criterios de desempate:
1. Mejor diferencia de goles en todo el campeonato;
2. Mayor cantidad de goles a favor en todo el campeonato;
3. Mayor cantidad de puntos en los partidos entre los equipos implicados;
4. Mejor diferencia de goles en los partidos entre los equipos implicados;
5. Mayor cantidad de goles a favor en los partidos entre los equipos implicados.

Al finalizar el campeonato, el equipo ubicado en el primer lugar de la clasificación se consagró campeón y clasificó a los dieciseisavos de final de la Liga de Campeones de la UEFA 1993-94. Asimismo, los equipos que finalizaron el certamen en segundo, tercer, cuarto y quinto lugar clasificaron a los treintaidosavos de final de la Copa de la UEFA 1993-94, siempre y cuando no hubieran obtenido un cupo a la Recopa de Europa 1993-94 como campeón de la Copa de Alemania 1992-93, en cuyo caso le trasladarían su plaza al equipo ubicado en la posición inmediatamente inferior.
Por otro lado, los equipos que ocuparon los últimos tres puestos de la clasificación —decimosexta, decimoséptima y decimoctava— descendieron de manera directa a la 2. Bundesliga.

## Clasificación
| Pos. | Equipo                   | Pts. | PJ | G  | E  | P  | GF | GC | Dif. | Clasificación 1993-94                          |
| ---- | ------------------------ | ---- | -- | -- | -- | -- | -- | -- | ---- | ---------------------------------------------- |
| 1    | Werder Bremen (C)        | 48   | 34 | 19 | 10 | 5  | 63 | 30 | +33  | Dieciseisavos de final de la Liga de Campeones |
| 2    | Bayern Múnich            | 47   | 34 | 18 | 11 | 5  | 74 | 45 | +29  | Treintaidosavos de final de la Copa de la UEFA |
| 3    | Eintracht Fráncfort      | 42   | 34 | 15 | 12 | 7  | 56 | 39 | +17  | Treintaidosavos de final de la Copa de la UEFA |
| 4    | Borussia Dortmund        | 41   | 34 | 18 | 5  | 11 | 61 | 43 | +18  | Treintaidosavos de final de la Copa de la UEFA |
| 5    | Bayer Leverkusen         | 40   | 34 | 14 | 12 | 8  | 64 | 45 | +19  | Dieciseisavos de final de la Recopa de Europa  |
| 6    | Karlsruher               | 39   | 34 | 14 | 11 | 9  | 60 | 54 | +6   | Treintaidosavos de final de la Copa de la UEFA |
| 7    | Stuttgart                | 36   | 34 | 12 | 12 | 10 | 56 | 50 | +6   |                                                |
| 8    | Kaiserslautern           | 35   | 34 | 13 | 9  | 12 | 50 | 40 | +10  |                                                |
| 9    | Borussia Mönchengladbach | 35   | 34 | 13 | 9  | 12 | 59 | 59 | 0    |                                                |
| 10   | Schalke 04               | 34   | 34 | 11 | 12 | 11 | 42 | 43 | −1   |                                                |
| 11   | Hamburgo                 | 31   | 34 | 8  | 15 | 11 | 42 | 44 | −2   |                                                |
| 12   | Colonia                  | 28   | 34 | 12 | 4  | 18 | 41 | 51 | −10  |                                                |
| 13   | Núremberg                | 28   | 34 | 10 | 8  | 16 | 30 | 47 | −17  |                                                |
| 14   | Wattenscheid             | 28   | 34 | 10 | 8  | 16 | 46 | 67 | −21  |                                                |
| 15   | Dinamo Dresde            | 27   | 34 | 7  | 13 | 14 | 32 | 49 | −17  |                                                |
| 16   | Bochum                   | 26   | 34 | 8  | 10 | 16 | 45 | 52 | −7   | Descenso de categoría                          |
| 17   | Bayer 05 Uerdingen       | 24   | 34 | 7  | 10 | 17 | 35 | 64 | −29  | Descenso de categoría                          |
| 18   | Saarbrücken              | 23   | 34 | 5  | 13 | 16 | 37 | 71 | −34  | Descenso de categoría                          |

Actualizado a los partidos jugados el 5 de mayo de 1993.
 Fuente: DFB
1. ↑  Copa de Alemania (CC): Bayer Leverkusen clasificó a los dieciseisavos de final de la Recopa de Europa como campeón de la Copa de Alemania 1992-93.

| Bundesliga                      |
|                                 |
| Campeón Werder Bremen 3º título |

## Resultados
| Local \ Visitante        | BAL | BAY | BOC | BOD | BOM | COL | DDR | EFR | HAM | KAI | KAR | NUR | SAR | SCH | STU | UER | WAT | WER |
| ------------------------ | --- | --- | --- | --- | --- | --- | --- | --- | --- | --- | --- | --- | --- | --- | --- | --- | --- | --- |
| Bayer Leverkusen         | —   | 2–4 | 3–1 | 3–3 | 4–0 | 3–0 | 0–0 | 1–1 | 1–1 | 2–0 | 5–1 | 2–1 | 1–1 | 6–1 | 4–0 | 1–0 | 3–1 | 2–2 |
| Bayern Múnich            | 4–1 | —   | 3–1 | 2–0 | 2–2 | 3–0 | 3–1 | 1–0 | 4–0 | 1–0 | 3–3 | 1–0 | 6–0 | 1–1 | 5–3 | 2–0 | 1–1 | 1–3 |
| Bochum                   | 2–2 | 2–2 | —   | 2–2 | 2–1 | 0–0 | 2–2 | 1–0 | 1–2 | 1–3 | 2–2 | 4–0 | 4–0 | 0–1 | 0–0 | 4–1 | 3–1 | 2–0 |
| Borussia Dortmund        | 1–2 | 1–2 | 1–0 | —   | 4–1 | 4–1 | 3–0 | 3–0 | 3–1 | 1–0 | 3–1 | 4–2 | 3–0 | 0–2 | 0–4 | 2–0 | 6–0 | 2–2 |
| Borussia Mönchengladbach | 2–2 | 2–2 | 1–1 | 0–3 | —   | 1–2 | 5–1 | 3–3 | 0–0 | 2–2 | 3–1 | 2–1 | 2–5 | 2–0 | 1–1 | 0–4 | 4–1 | 3–1 |
| Colonia                  | 1–0 | 1–3 | 1–0 | 0–1 | 1–2 | —   | 3–1 | 0–1 | 2–2 | 0–3 | 2–0 | 2–0 | 4–2 | 2–1 | 3–1 | 5–0 | 3–0 | 0–0 |
| Dinamo Dresde            | 2–0 | 0–0 | 0–0 | 3–0 | 1–0 | 3–0 | —   | 0–2 | 1–1 | 1–3 | 3–0 | 1–2 | 0–0 | 1–0 | 0–0 | 1–1 | 2–1 | 2–3 |
| Eintracht Frankfurt      | 2–2 | 1–1 | 4–1 | 4–1 | 1–3 | 2–1 | 1–1 | —   | 3–3 | 3–0 | 4–1 | 0–0 | 1–1 | 0–3 | 4–0 | 1–0 | 4–1 | 3–0 |
| Hamburgo                 | 0–0 | 3–1 | 2–0 | 1–2 | 0–2 | 3–0 | 1–1 | 1–2 | —   | 2–2 | 1–2 | 0–1 | 2–0 | 1–2 | 1–1 | 3–0 | 1–1 | 0–0 |
| Kaiserslautern           | 4–0 | 1–3 | 3–1 | 0–0 | 0–0 | 1–0 | 2–0 | 0–2 | 2–2 | —   | 2–3 | 2–0 | 1–1 | 3–0 | 0–0 | 2–1 | 4–1 | 3–1 |
| Karlsruher               | 1–1 | 4–2 | 1–0 | 3–0 | 4–2 | 3–1 | 3–1 | 4–1 | 1–0 | 1–1 | —   | 1–1 | 2–2 | 0–0 | 1–1 | 4–0 | 2–1 | 5–2 |
| Núremberg                | 0–1 | 0–0 | 2–1 | 1–2 | 0–1 | 2–1 | 0–0 | 1–2 | 1–0 | 0–0 | 0–0 | —   | 4–1 | 1–4 | 3–2 | 2–0 | 2–1 | 0–0 |
| Saarbrücken              | 3–1 | 1–1 | 1–1 | 3–1 | 0–4 | 0–3 | 1–1 | 0–0 | 0–3 | 2–0 | 2–0 | 0–1 | —   | 1–3 | 1–4 | 3–3 | 0–1 | 0–4 |
| Schalke 04               | 2–1 | 3–3 | 0–3 | 0–0 | 1–2 | 1–0 | 2–0 | 0–0 | 0–0 | 4–0 | 2–2 | 0–0 | 2–2 | —   | 1–0 | 1–1 | 3–4 | 0–0 |
| Stuttgart                | 0–3 | 2–3 | 4–1 | 1–0 | 3–2 | 2–0 | 4–0 | 2–2 | 1–1 | 3–1 | 2–1 | 3–0 | 2–2 | 1–0 | —   | 1–2 | 4–1 | 0–3 |
| Bayer 05 Uerdingen       | 2–1 | 0–3 | 2–1 | 0–2 | 1–3 | 0–0 | 1–1 | 2–0 | 0–2 | 0–5 | 1–1 | 2–1 | 1–1 | 4–2 | 3–3 | —   | 1–1 | 0–2 |
| Wattenscheid             | 1–3 | 2–0 | 2–0 | 1–3 | 3–1 | 4–2 | 2–1 | 1–2 | 2–2 | 1–0 | 0–2 | 4–1 | 3–1 | 0–0 | 0–0 | 1–1 | —   | 2–2 |
| Werder Bremen            | 1–1 | 4–1 | 3–1 | 1–0 | 2–0 | 2–0 | 3–0 | 0–0 | 5–0 | 1–0 | 3–0 | 3–0 | 2–0 | 2–0 | 1–1 | 2–1 | 3–0 | —   |

## Estadísticas

### Goleadores
| Jugador            | Equipo              | Goles |
| ------------------ | ------------------- | ----- |
| Ulf Kirsten        | Bayer Leverkusen    | 20    |
| Anthony Yeboah     | Eintracht Fráncfort | 20    |
| Wynton Rufer       | Werder Bremen       | 17    |
| Stéphane Chapuisat | Borussia Dortmund   | 15    |
| Andreas Thom       | Bayer Leverkusen    | 13    |
| Uwe Wegmann        | Bochum              | 13    |
| Fritz Walter       | Stuttgart           | 13    |